# Polyommatus poseidonides
Polyommatus poseidonides is een vlinder uit de familie van de Lycaenidae. De wetenschappelijke naam van de soort is voor het eerst in 1886 gepubliceerd door Otto Staudinger.

## Ondersoorten
- Polyommatus poseidonides poseidonides (Staudinger, 1886)
- Polyommatus poseidonides rickmersi (Forster, 1956)
- Polyommatus poseidonides danilevskyi Dantchenko, 1994

## Verspreiding
De soort komt voor in Tadzjikistan en Oezbekistan.